# Mohsen Yousefi (cầu thủ bóng đá, sinh 1984)
Mohsen Yousefi (tiếng Ba Tư: محسن یوسفی, sinh ngày 26 tháng 5 năm 1984) là một cầu thủ bóng đá người Iran thi đấu cho Padideh ở Persian Gulf Pro League.

## Sự nghiệp câu lạc bộ
Yousefi từng thi đấu với Esteghlal từ năm 2009 đến năm 2012.

### Thống kê sự nghiệp câu lạc bộ
| Thành tích câu lạc bộ | Thành tích câu lạc bộ | Thành tích câu lạc bộ | Giải vô địch | Giải vô địch | Cúp       | Cúp       | Châu lục | Châu lục  | Tổng cộng | Tổng cộng |
| Mùa giải              | Câu lạc bộ            | Giải vô địch          | Số trận      | Bàn thắng    | Số trận   | Bàn thắng | Số trận  | Bàn thắng | Số trận   | Bàn thắng |
| Iran                  | Iran                  | Iran                  | Giải vô địch | Giải vô địch | Cúp Hazfi | Cúp Hazfi | Châu Á   | Châu Á    | Tổng cộng | Tổng cộng |
| --------------------- | --------------------- | --------------------- | ------------ | ------------ | --------- | --------- | -------- | --------- | --------- | --------- |
| 2004–05               | Shamoushak            | Pro League            | 0            | 0            |           |           | -        | -         |           |           |
| 2005–06               | Shamoushak            | Pro League            | 23           | 2            |           |           | -        | -         |           |           |
| 2006–07               | Esteghlal             | Pro League            | 23           | 2            |           |           | -        | -         |           |           |
| 2007–08               | Esteghlal             | Pro League            | 15           | 1            | 2         | 1         | -        | -         | 17        | 2         |
| 2008–09               | Saba Qom              | Pro League            | 32           | 3            |           |           | 4        | 1         |           |           |
| 2009–10               | Esteghlal             | Pro League            | 13           | 0            |           |           | 5        | 0         |           |           |
| 2010–11               | Esteghlal             | Pro League            | 7            | 0            | 2         | 0         | 0        | 0         | 9         | 0         |
| 2011–12               | Esteghlal             | Pro League            | 14           | 2            | 3         | 2         | 4        | 0         | 21        | 4         |
| 2012–13               | Saipa                 | Pro League            | 7            | 0            | 0         | 0         | -        | -         | 7         | 0         |
| 2012–13               | Naft                  | Pro League            | 12           | 1            | 0         | 0         | -        | -         | 12        | 1         |
| 2013–14               | Malavan               | Pro League            | 27           | 1            | 0         | 0         | -        | -         | 27        | 1         |
| 2014–15               | Malavan               | Pro League            | 27           | 6            | 1         | 0         |          |           | 28        | 6         |
| Tổng cộng sự nghiệp   | Tổng cộng sự nghiệp   | Tổng cộng sự nghiệp   | 200          | 18           |           |           | 14       | 0         |           |           |

## Danh hiệu

### Câu lạc bộ
- Iran's Premier Football League
  - Á quân: 1
    - 2010/11 cùng với Esteghlal
- Cúp Hazfi
  - Vô địch: 1
    - 2011/12 cùng với Esteghlal